# Господари пакла 7: Мртви
Господари пакла 7: Мртви (енгл. Hellraiser: Deader) амерички је хорор филм из 2005. године, редитеља Рика Боте, са Дагом Бредлијем, Кари Верер, Полом Рисом и Сајмоном Кунцом у главним улогама. Представља наставак филма Господари пакла 6: У потрази за паклом (2002) и седмо остварење у серијалу Господари пакла. Инспирисан је ликовима Клајва Баркера, који није имао доприноса у стварању овог дела, иако је учествовао у продукцији претходних пет филмова из серијала.
Иако је сценариста Тим Деј желео да напише директан наставак Трагача пакла, у ком би био приказан коначни обрачун између Пинхеда и Кирсти Котон, продуцент Стен Винстон је од њега тражио да седми део нема повезаности са претходним деловимаи да буде у сличном тону као Круг (2002). Филм је сниман 2002, у Румунији, а објављен је 7. јуна 2005. Добио је негативне оцене критичара и у тренутку када је изашао сматрао се најлошијим наставком у серијалу.
Нови наставак објављен је само три месеца касније, под насловом Господари пакла 8: Свет пакла. То је био последњи филм у коме је Даг Бредли тумачио Пинхеда.

## Радња
Репортерка Ејми Клајн одлази у Букурешт да истражи видео записе ритуалистичког убиства и оживљавање члана култа, који себе називају Мртвији. Током истраживања, проналази Ламентову конфигурацију, којом отвара портал до пакла и призива Пинхеда.

## Улоге
| Глумац                | Улога              |
| --------------------- | ------------------ |
| Даг Бредли            | Пинхед             |
| Кари Верер            | Ејми Клајн         |
| Пол Рис               | Винтер ле Марчанд  |
| Сајмон Кунц           | Чарлс Ричмонд      |
| Марк Ворнер           | Џои                |
| Георгина Рајланс      | Марла              |
| Јонут Черменски       | вођа групе         |
| Хју Џоргин            | арогантни репортер |
| Линда Марлоу          | Бети               |
| Мадалина Константин   | Ана                |
| Јоана Абур            | Катја              |
| Константин Барбулеску | станодавац         |
| Данијел Киреа         | господин Клајн     |
| Марија Пинтеа         | млада Ејми Клајн   |